# Une vie de star
Pour plus de détails, voir Fiche technique et Distribution.
There Must Be a Pony, titré en français Une vie de star, est un téléfilm américain réalisé par Joseph Sargent en 1986 d'après un roman de James Kirkwood Jr. avec Elizabeth Taylor, Robert Wagner et James Coco.

## Synopsis
Marguerite Sydney est une célèbre star hollywoodienne qui tente de revenir après un séjour dans un hôpital psychiatrique, tente de rétablir une relation avec son fils adolescent et risque une romance avec un mystérieux nouveau prétendant.

## Distribution
- Elizabeth Taylor : Marguerite Sydney
- Robert Wagner : Ben Nichols
- James Coco : Mervin Trellis
- William Windom : Lee Hertzig
- Edward Winter : David Hollis
- Ken Olin : Jay Savage
- Dick O'Neill : Roy Clymer
- Chad Lowe : Josh Sydney

## Réception
Le New York Times  déclare : Mlle Taylor et M. Lowe valent la peine d'être regardés mais, en fin de compte, le film illustre l'une des perles de sagesse de Marguerite : "Il faut savoir se battre". La télévision donne un nouveau sens à l'expression "foie haché". People conseille : Considérez ceci comme un one-woman show, le spectacle d'Elizabeth Taylor, et vous vivrez des moments inoubliables...". Si vous possédez un magnétoscope, enregistrez ce spectacle, puis passez-le à toute vitesse, en ne vous arrêtant que pour savourer les scènes de Liz. Puis effacez la cassette.

## Prix
Le film est nommé pour le Primetime Emmy Award de la direction artistique exceptionnelle pour une mini-série ou un film en 1987.